# گورنویه (باشقیرستان)
گورنویه (انگلیسی: Gornoye, Republic of Bashkortostan) یک شهرک در شهرستان کاراایدلسکی استان باشقیرستان کشور روسیه است.